# Elecciones municipales de 2019 en La Palma
El 26 de mayo de 2019 se celebraron elecciones municipales en los 14 municipios de la isla canaria de La Palma. Ese día también se celebraron elecciones al Cabildo de La Palma, al Parlamento de Canarias y al Parlamento Europeo.

## Resumen de alcaldías
| Municipio                                                                                       | Con | 2019                                 | 2020                                 | 2021                                 | 2022                      | 2023                      |
| ----------------------------------------------------------------------------------------------- | --- | ------------------------------------ | ------------------------------------ | ------------------------------------ | ------------------------- | ------------------------- |
| Los Llanos de Aridane                                                                           | 21  | Noelia García Leal (PP)              | Noelia García Leal (PP)              | Noelia García Leal (PP)              | Noelia García Leal (PP)   | Noelia García Leal (PP)   |
| Santa Cruz de La Palma                                                                          | 17  | Juan José Cabrera (PP-CC*) (PP-PSOE) | Juan José Cabrera (PP-CC*) (PP-PSOE) | Juan José Cabrera (PP-CC*) (PP-PSOE) | Juan José Neris (PSOE-PP) | Juan José Neris (PSOE-PP) |
| Breña Alta                                                                                      | 13  | Jonathan de Felipe (CC)              | Jonathan de Felipe (CC)              | Jonathan de Felipe (CC)              | Jonathan de Felipe (CC)   | Jonathan de Felipe (CC)   |
| Breña Baja                                                                                      | 13  | Borja Pérez Sicilia (PP)             | Borja Pérez Sicilia (PP)             | Borja Pérez Sicilia (PP)             | Borja Pérez Sicilia (PP)  | Borja Pérez Sicilia (PP)  |
| El Paso                                                                                         | 13  | Sergio Rodríguez (CC)                | Sergio Rodríguez (CC)                | Sergio Rodríguez (CC)                | Sergio Rodríguez (CC)     | Sergio Rodríguez (CC)     |
| Puntagorda                                                                                      | 11  | Vicente Rodríguez (PSOE)             | Vicente Rodríguez (PSOE)             | Vicente Rodríguez (PSOE)             | Vicente Rodríguez (PSOE)  | Vicente Rodríguez (PSOE)  |
| Puntallana                                                                                      | 11  | Víctor Guerra (PSOE)                 | Víctor Guerra (PSOE)                 | Víctor Guerra (PSOE)                 | Víctor Guerra (PSOE)      | Víctor Guerra (PSOE)      |
| San Andrés y Sauces                                                                             | 11  | Francisco Paz (PSOE)                 | Francisco Paz (PSOE)                 | Francisco Paz (PSOE)                 | Francisco Paz (PSOE)      | Francisco Paz (PSOE)      |
| Tazacorte                                                                                       | 11  | Juan Miguel Rodríguez (NCa-UB/CC)    | Juan Miguel Rodríguez (NCa-UB/CC)    | Juan Miguel Rodríguez (NCa-UB/CC)    | David Ruíz (UB/CC-NCa)    | David Ruíz (UB/CC-NCa)    |
| Tijarafe                                                                                        | 11  | Marcos Lorenzo (CC)                  | Marcos Lorenzo (CC)                  | Marcos Lorenzo (CC)                  | Marcos Lorenzo (CC)       | Marcos Lorenzo (CC)       |
| Villa de Mazo                                                                                   | 11  | Goretti Pérez (PSOE-PP)              | Goretti Pérez (PSOE-PP)              | Goretti Pérez (PSOE-PP)              | Goretti Pérez (PSOE-PP)   | Goretti Pérez (PSOE-PP)   |
| Barlovento                                                                                      | 9   | Jacob Qadri (PP)                     | Jacob Qadri (PP)                     | Jacob Qadri (PP)                     | Jacob Qadri (PP)          | Jacob Qadri (PP)          |
| Fuencaliente                                                                                    | 9   | Gregorio Alonso (CC)                 | Gregorio Alonso (CC)                 | Gregorio Alonso (CC)                 | Gregorio Alonso (CC)      | Gregorio Alonso (CC)      |
| Garafía                                                                                         | 9   | Yeray Rodríguez (PSOE-PP)            | Yeray Rodríguez (PSOE-PP)            | Yeray Rodríguez (PSOE-PP)            | Yeray Rodríguez (PSOE-PP) | Yeray Rodríguez (PSOE-PP) |
| (*): PP gobernó el municipio con el apoyo de CC, pero desde 2020 hasta 2022 gobernó con el PSOE |     |                                      |                                      |                                      |                           |                           |

## Resultados por municipios (>15.000 habitantes)

### Santa Cruz de La Palma
|                                      | Candidatura | Candidatura                                             | Votos | %                               | Concejales                      |
| ------------------------------------ | ----------- | ------------------------------------------------------- | ----- | ------------------------------- | ------------------------------- |
| Santa Cruz de La Palma 17 concejales |             | Partido Socialista Obrero Español (PSOE)                | 2 362 | 29,89                           | 6                               |
| Santa Cruz de La Palma 17 concejales |             | Partido Popular (PP)                                    | 2 010 | 25,43                           | 5                               |
| Santa Cruz de La Palma 17 concejales |             | Coalición Canaria-Partido Nacionalista Canario (CC-PNC) | 1 769 | 22,38                           | 4                               |
| Santa Cruz de La Palma 17 concejales |             | Nueva Canarias-Frente Amplio (NC-FA)                    | 641   | 8,11                            | 1                               |
| Santa Cruz de La Palma 17 concejales |             | Ciudadanos (Cs)                                         | 470   | 5,95                            | 1                               |
| Santa Cruz de La Palma 17 concejales |             | Podemos (PODEMOS)                                       | 313   | 3,96                            |                                 |
| Santa Cruz de La Palma 17 concejales |             | Izquierda Unida Canaria (IUC)                           | 248   | 3,14                            |                                 |
| Santa Cruz de La Palma 17 concejales | En blanco   | En blanco                                               | 90    | 1,14                            |                                 |
| Santa Cruz de La Palma 17 concejales | Votos nulos | Votos nulos                                             | 135   | Participación: \| \| 62,41 % \| | Participación: \| \| 62,41 % \| |
| Santa Cruz de La Palma 17 concejales | Votantes    | Votantes                                                | 8 038 | Participación: \| \| 62,41 % \| | Participación: \| \| 62,41 % \| |
|                                      | 62,41 %     |                                                         |       |                                 |                                 |

### Los Llanos de Aridane
|                                     | Candidatura | Candidatura                                             | Votos | %                               | Concejales                      |
| ----------------------------------- | ----------- | ------------------------------------------------------- | ----- | ------------------------------- | ------------------------------- |
| Los Llanos de Aridane 21 concejales |             | Partido Popular (PP)                                    | 4 978 | 52,6                            | 12                              |
| Los Llanos de Aridane 21 concejales |             | Partido Socialista Obrero Español (PSOE)                | 1 823 | 19,26                           | 4                               |
| Los Llanos de Aridane 21 concejales |             | Coalición Canaria-Partido Nacionalista Canario (CC-PNC) | 1 597 | 16,88                           | 4                               |
| Los Llanos de Aridane 21 concejales |             | Izquierda Unida Canaria (IUC)                           | 531   | 5,61                            | 1                               |
| Los Llanos de Aridane 21 concejales |             | Ciudadanos (Cs)                                         | 248   | 2,62                            |                                 |
| Los Llanos de Aridane 21 concejales |             | Nueva Canarias-Frente Amplio (NC-FA)                    | 203   | 2,15                            |                                 |
| Los Llanos de Aridane 21 concejales | En blanco   | En blanco                                               | 83    | 0,88                            |                                 |
| Los Llanos de Aridane 21 concejales | Votos nulos | Votos nulos                                             | 128   | Participación: \| \| 61,46 % \| | Participación: \| \| 61,46 % \| |
| Los Llanos de Aridane 21 concejales | Votantes    | Votantes                                                | 9 591 | Participación: \| \| 61,46 % \| | Participación: \| \| 61,46 % \| |
| Los Llanos de Aridane 21 concejales | 61,46 %     |                                                         |       |                                 |                                 |

## Resto de municipios (<15.000)
| Municipio | Municipio                         | Partido | Votos | %     | Concejales |
| --------- | --------------------------------- | ------- | ----- | ----- | ---------- |
|           | Barlovento 9 concejales           | PP      | 651   | 51,58 | 5          |
| PSOE      | Barlovento 9 concejales           | 393     | 31,14 | 3     |            |
| NC-FA     | Barlovento 9 concejales           | 113     | 8,95  | 1     |            |
| CCa-PNC   | Barlovento 9 concejales           | 104     | 8,24  | 0     |            |
|           | Breña Alta 13 concejales          | CCa-PNC | 2.177 | 59,82 | 9          |
| PSOE      | Breña Alta 13 concejales          | 919     | 25,25 | 3     |            |
| PP        | Breña Alta 13 concejales          | 276     | 7,58  | 1     |            |
| PODEMOS   | Breña Alta 13 concejales          | 111     | 3,05  | -     |            |
| NC-FA     | Breña Alta 13 concejales          | 71      | 1,95  | -     |            |
| Cs        | Breña Alta 13 concejales          | 58      | 1,59  | -     |            |
|           | Breña Baja 13 concejales          | PP      | 1.477 | 50,05 | 8          |
| CCa-PNC   | Breña Baja 13 concejales          | 701     | 23,75 | 3     |            |
| PSOE      | Breña Baja 13 concejales          | 447     | 15,15 | 2     |            |
| PODEMOS   | Breña Baja 13 concejales          | 157     | 5,32  | 0     |            |
| NC-FA     | Breña Baja 13 concejales          | 80      | 2,71  | -     |            |
| Cs        | Breña Baja 13 concejales          | 45      | 1,52  | -     |            |
|           | Fuencaliente 9 concejales         | CCa-PNC | 537   | 48,38 | 5          |
| UPF       | Fuencaliente 9 concejales         | 319     | 28,74 | 3     |            |
| SSP       | Fuencaliente 9 concejales         | 138     | 12,43 | 1     |            |
| PSOE      | Fuencaliente 9 concejales         | 102     | 9,19  | 0     |            |
|           | Garafía 9 concejales              | PSOE    | 300   | 35,63 | 4          |
| CCa-PNC   | Garafía 9 concejales              | 299     | 35,51 | 3     |            |
| PP        | Garafía 9 concejales              | 94      | 11,16 | 1     |            |
| FG        | Garafía 9 concejales              | 76      | 9,03  | 1     |            |
| PODEMOS   | Garafía 9 concejales              | 67      | 7,96  | 0     |            |
|           | El Paso 13 concejales             | CCa-PNC | 2.660 | 64,83 | 9          |
| PSOE      | El Paso 13 concejales             | 814     | 19,84 | 3     |            |
| PP        | El Paso 13 concejales             | 532     | 12,97 | 1     |            |
| Cs        | El Paso 13 concejales             | 68      | 1,66  | -     |            |
|           | Puntagorda 11 concejales          | PSOE    | 717   | 71,13 | 8          |
| CCa-PNC   | Puntagorda 11 concejales          | 281     | 27,88 | 3     |            |
|           | Puntallana 11 concejales          | PSOE    | 983   | 62,45 | 7          |
| CCa-PNC   | Puntallana 11 concejales          | 504     | 32,02 | 4     |            |
| PP        | Puntallana 11 concejales          | 73      | 4,64  | -     |            |
|           | San Andrés y Sauces 11 concejales | PSOE    | 1.584 | 61,21 | 8          |
| CCa-PNC   | San Andrés y Sauces 11 concejales | 585     | 22,6  | 2     |            |
| PP        | San Andrés y Sauces 11 concejales | 325     | 12,56 | 1     |            |
| PODEMOS   | San Andrés y Sauces 11 concejales | 73      | 2,82  | -     |            |
|           | Tazacorte 11 concejales           | NCa     | 745   | 29,09 | 4          |
| PSOE      | Tazacorte 11 concejales           | 742     | 28,97 | 3     |            |
| UB        | Tazacorte 11 concejales           | 587     | 22,92 | 3     |            |
| IUC       | Tazacorte 11 concejales           | 260     | 10,15 | 1     |            |
| PP        | Tazacorte 11 concejales           | 176     | 6,87  | 0     |            |
| Cs        | Tazacorte 11 concejales           | 38      | 1,48  | -     |            |
|           | Tijarafe 11 concejales            | CCa-PNC | 688   | 51,08 | 6          |
| PSOE      | Tijarafe 11 concejales            | 363     | 26,95 | 3     |            |
| PP        | Tijarafe 11 concejales            | 279     | 20,71 | 2     |            |
|           | Villa de Mazo 11 concejales       | PSOE    | 798   | 29,59 | 4          |
| CCa-PNC   | Villa de Mazo 11 concejales       | 659     | 24,43 | 3     |            |
| MAE       | Villa de Mazo 11 concejales       | 593     | 21,99 | 2     |            |
| PP        | Villa de Mazo 11 concejales       | 530     | 19,65 | 2     |            |
| PODEMOS   | Villa de Mazo 11 concejales       | 88      | 3,26  | -     |            |